# Французский конституционный референдум в Того и Дагомее (май 1946)
Французский конституционный референдум в Того и Дагомее проходил 5 мая 1946 года в рамках общефранцузского референдума для ратификации проекта конституции Четвёртой французской республики. Проект новой Конституции был отвергнут 55,4% голосами избирателей при явке 56,7%. После внесённых изменений проект был представлен на референдум в октябре 1946 года.

## Вопрос
Вопрос, вынесенный на референдум, был следующий:
Approuvez vous le nouveau projet de Constitution ?
Одобряете ли Вы новый проект Конституции?

## Результаты
| Выбор                               | Голоса | %    |
| ----------------------------------- | ------ | ---- |
| За                                  | 373    | 44,6 |
| Против                              | 463    | 55,4 |
| Недействительных/пустых бюллетеней  | 16     | –    |
| Всего                               | 852    | 100  |
| Зарегистрированных избирателей/Явка | 1 502  | 56,7 |
| Источник: Sternberger et al.        |        |      |